# Feuerzauber (Film)
Feuerzauber (persisch چهارشنبه‌سوری‎, Tschaharschanbe-Suri; dt. „Feuerwerks-Mittwoch“ bzw. „Mittwochsfeuer“), auch als Fireworks Wednesday bekannt, ist ein iranisches Filmdrama aus dem Jahr 2006. Regie führte Asghar Farhadi, das Drehbuch schrieben Farhadi und Mani Haghighi.

## Handlung
Der Film porträtiert drei Ehepaare am Vorabend des Nouruz, des iranischen Neujahrsfestes. Rouhi, eine junge Frau, deren Heirat bevorsteht, nimmt – um diese zu finanzieren – einen kleinen Job als Reinigungskraft in einer Wohnung im Norden Teherans an. Als sie in jener Wohnung ankommt, findet sie sich in einem hitzigen Streit zwischen Mojdeh und Morteza wieder. Mojdeh verdächtigt ihren Ehemann Morteza, sie mit der Nachbarin Simin zu betrügen, und verpflichtet Rouhi, die beiden zu beschatten. Dabei gerät Rouhi mehr und mehr zwischen die Fronten des streitenden Paares.

## Kritiken
„Asghar Farhadi […] inszeniert den ehelichen Kriegsschauplatz differenziert. Fazit: Turbulentes, ergreifendes Alltagsdrama.“

“Few Iranian films have tried to realistically depict both the urban middle and lower classes, and fewer still with the complexity of story telling and depth of characterization in Asghar Farhadi's impressive third feature, ‘Fireworks Wednesday’. [...] this beautifully paced drama about marital infidelity, seen through the eyes of a young housemaid about to get married, is psychologically intricate and dramatically engrossing.”

„Wenige iranische Filme haben versucht, die städtische Mittel- sowie Unterschicht darzustellen, noch wenigere mit der Komplexität des Erzählens und der Tiefe der Charakterzeichnung wie in Ashgar Farhadis ‚Fireworks Wednesday‘. [...] dieses schön voranschreitende Drama über Untreue in der Ehe, durch die Augen eines jungen Hausmädchens kurz vor der Heirat betrachtet, ist psychologisch verzwickt und dramatisch fesselnd.“